# Вайтерсбах
Вайтерсбах (нем. Weitersbach) — община в Германии, в земле Рейнланд-Пфальц. 
Входит в состав района Биркенфельд. Подчиняется управлению Раунен.  Население составляет 77 человек (на 31 декабря 2010 года). Занимает площадь 7,75 км².